# Hank Snow
Clarence Eugene «Hank» Snow (Liverpool, Canadá, 9 de mayo de 1914-Madison, Estados Unidos, 20 de diciembre de 1999) fue un cantante de country canadiense-estadounidense.
En su carrera tuvo más de 70 singles en el Billboard entre 1950 y 1980, entre los que destacan números uno como «I'm Moving On», «The Golden Rocket», «I Don't Hurt Anymore», «Let Me Go, Lover!», «I've Been Everywhere» y «Hello Love», así como otros éxitos de la lista de los diez más populares. Es miembro del Canadian Country Music Hall of Fame y del Canadian Music Hall of Fame.

## Elvis

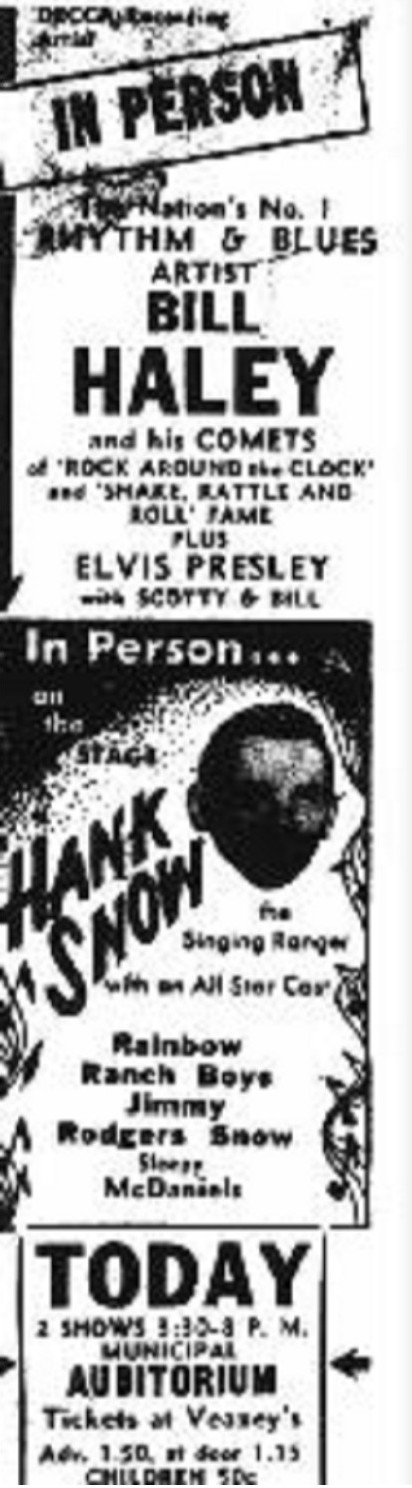
BillHaley/Elvis/HankSnowTicket - October 16,1955

De aparición frecuente en el Grand Ole Opry, en 1954 persuadió a los directores de que permitieran a un jovencito Elvis Presley a aparecer en la escena. Snow utilizó a Presley como acto de apertura, y se lo presentó a Tom Parker, quien más tarde se convertiría en su representante.

## Legado
Elvis Presley, The Rolling Stones, Ray Charles, Ashley MacIsaac, Johnny Cash y Emmylou Harris, entre otros, se han inspirado en sus composiciones.

## Discografía

### Álbumes
| Año  | Álbum                                                       | Posición   | Posición | Sello      |
| Año  | Álbum                                                       | US Country | US       | Sello      |
| ---- | ----------------------------------------------------------- | ---------- | -------- | ---------- |
| 1952 | Country Classics                                            |            |          | RCA Victor |
| 1952 | Hank Snow Sings                                             |            |          | RCA Victor |
| 1953 | Hank Snow Salutes Jimmie Rodgers                            |            |          | RCA Victor |
| 1954 | Hank Snow's Country Guitar                                  |            |          | RCA Victor |
| 1955 | Just Keep a-Movin'                                          |            |          | RCA Victor |
| 1955 | Old Doc Brown and Other Narrations by Hank Snow             |            |          | RCA Victor |
| 1957 | Country & Western Jamboree                                  |            |          | RCA Victor |
| 1958 | Hank Snow Sings Sacred Songs                                |            |          | RCA Victor |
| 1959 | Hank Snow Sings Jimmie Rodgers Songs                        |            |          | RCA Victor |
| 1961 | Hank Snow Souvenirs                                         |            |          | RCA Victor |
| 1961 | Big Country Hits (Songs I Hadn't Recorded Till Now)         |            |          | RCA Victor |
| 1963 | I've Been Everywhere                                        |            |          | RCA Victor |
| 1963 | Railroad Man                                                | 7          |          | RCA Victor |
| 1964 | More Hank Snow Souvenirs                                    | 1          |          | RCA Victor |
| 1964 | Songs of Tragedy                                            | 11         |          | RCA Victor |
| 1964 | Reminiscing (w/ Chet Atkins)                                |            |          | RCA Victor |
| 1965 | Your Favorite Country Hits                                  |            |          | RCA Victor |
| 1965 | Gloryland March                                             |            |          | RCA Victor |
| 1965 | Four/Square Album                                           |            |          | RCA Victor |
| 1965 | Heartbreak Trail: A Tribute to the Sons of the Pioneers     | 26         |          | RCA Victor |
| 1965 | The Best of Hank Snow                                       |            |          | RCA Victor |
| 1966 | The Guitar Stylings of Hank Snow                            | 26         |          | RCA Victor |
| 1966 | Gospel Train                                                |            |          | RCA Victor |
| 1966 | Country Special Highlighter Album                           |            |          | RCA Victor |
| 1966 | This Is My Story                                            | 21         |          | RCA Victor |
| 1967 | Snow in Hawaii                                              |            |          | RCA Victor |
| 1967 | Christmas with Hank Snow                                    |            | 72       | RCA Victor |
| 1967 | Spanish Fire Ball and Other Hank Snow Stylings              | 35         |          | RCA Victor |
| 1968 | Hits, Hits and More Hits                                    |            |          | RCA Victor |
| 1968 | Tales of the Yukon                                          | 35         |          | RCA Victor |
| 1969 | Snow in All Seasons                                         | 43         |          | RCA Victor |
| 1969 | Hits Covered by Snow                                        | 35         |          | RCA Victor |
| 1969 | C.B. Atkins & C.E. Snow by Special Request (w/ Chet Atkins) |            |          | RCA Victor |
| 1970 | Hank Snow Sings in Memory of Jimmie Rodgers                 | 45         |          | RCA Victor |
| 1970 | Cure for the Blues                                          |            |          | RCA Victor |
| 1971 | Tracks & Trains                                             | 45         |          | RCA Victor |
| 1971 | Award Winners                                               |            |          | RCA Victor |
| 1972 | The Jimmie Rodgers Story                                    |            |          | RCA Victor |
| 1972 | The Best 2                                                  |            |          | RCA Victor |
| 1973 | Grand Ole Opry Favorites                                    |            |          | RCA Victor |
| 1974 | Now Is the Hour                                             |            |          | RCA Victor |
| 1974 | Hello Love                                                  | 4          |          | RCA Victor |
| 1974 | That's You and Me                                           | 35         |          | RCA Victor |
| 1975 | You're Easy to Love                                         | 48         |          | RCA Victor |
| 1976 | Live from Evangel Temple (w/ Jimmy Snow)                    |            |          | RCA Victor |
| 1977 | #104 - Still Movin' On                                      | 47         |          | RCA Victor |
| 1979 | The Mysterious Lady                                         |            |          | RCA Victor |
| 1979 | Lovingly Yours (w/ Kelly Foxton)                            |            |          | RCA Victor |
| 1979 | Instrumentally Yours                                        |            |          | RCA Victor |
| 1981 | Win Some Lose Some Lonesome (w/ Kelly Foxton)               |            |          | RCA Victor |
| 1985 | Brand On My Heart (w/ Willie Nelson)                        |            |          | Columbia   |

### Singles
| Year | Title                                               | Chart positions | Chart positions | Chart positions |
| Year | Title                                               | US Country      | US              | CAN Country     |
| ---- | --------------------------------------------------- | --------------- | --------------- | --------------- |
| 1949 | "Marriage Vow"                                      | 10              |                 |                 |
| 1950 | "I'm Moving On"                                     | 1               |                 |                 |
| 1950 | "The Golden Rocket"                                 | 1               |                 |                 |
| 1951 | "The Rhumba Boogie"                                 | 1               |                 |                 |
| 1951 | "Bluebird Island" (w/ Anita Carter)                 | 4               |                 |                 |
| 1951 | "Down the Trail of Achin' Hearts" (w/ Anita Carter) | 2               |                 |                 |
| 1951 | "Unwanted Sign Upon Your Heart"                     | 6               |                 |                 |
| 1951 | "Music Makin' Mama from Memphis"                    | 4               |                 |                 |
| 1952 | "The Gold Rush Is Over"                             | 2               |                 |                 |
| 1952 | "Lady's Man"                                        | 2               |                 |                 |
| 1952 | "Married by the Bible, Divorced by the Law"         | 8               |                 |                 |
| 1952 | "I Went to Your Wedding"                            | 3               |                 |                 |
| 1952 | "The Gal Who Inventing Kissin'"                     | 4               |                 |                 |
| 1952 | "(Now and Then There's) A Fool Such as I"           | 3               |                 |                 |
| 1953 | "Honeymoon on a Rocket Ship"                        | 9               |                 |                 |
| 1953 | "Spanish Fire Ball"                                 | 3               |                 |                 |
| 1953 | "For Now and Always"                                | 10              |                 |                 |
| 1953 | "When Mexican Joe Met Jole Brown"                   | 6               |                 |                 |
| 1954 | "I Don't Hurt Anymore"                              | 1               |                 |                 |
| 1954 | "That Crazy Mambo Thing"                            | 10              |                 |                 |
| 1954 | "Let Me Go, Lover!"                                 | 1               |                 |                 |
| 1955 | "The Next Voice You Hear"                           | 15              |                 |                 |
| 1955 | "Silver Bell" (w/ Chet Atkins)                      | 15              |                 |                 |
| 1955 | "Yellow Roses"                                      | 3               |                 |                 |
| 1955 | "Would You Mind?"                                   | 3               |                 |                 |
| 1955 | "Cryin', Prayin', Waitin', Hopin'"                  | 7               |                 |                 |
| 1955 | "I'm Glad I Got to See You Once Again"              | 7               |                 |                 |
| 1955 | "Mainliner (The Hawk with Silver Wings)"            | 5               |                 |                 |
| 1955 | "Born to Be Happy"                                  | 5               |                 |                 |
| 1956 | "These Hands"                                       | 5               |                 |                 |
| 1956 | "I'm Moving In"                                     | 11              |                 |                 |
| 1956 | "Conscience I'm Guilty"                             | 4               |                 |                 |
| 1956 | "Hula Rock"                                         | 5               |                 |                 |
| 1956 | "Stolen Moments"                                    | 7               |                 |                 |
| 1957 | "Tangled Mind"                                      | 4               |                 |                 |
| 1957 | "My Arms Are a House"                               | 8               |                 |                 |
| 1958 | "Whispering Rain"                                   | 15              |                 |                 |
| 1958 | "Big Wheels"                                        | 7               |                 |                 |
| 1958 | "A Woman Captured Me"                               | 16              |                 |                 |
| 1959 | "Doggone That Train"                                | 19              |                 |                 |
| 1959 | "Chasin' a Rainbow"                                 | 6               |                 |                 |
| 1959 | "The Last Ride"                                     | 3               |                 |                 |
| 1960 | "Rockin', Rollin' Ocean"                            | 22              | 87              |                 |
| 1960 | "Miller's Cave"                                     | 9               | 101             |                 |
| 1961 | "Beggar to a King"                                  | 5               |                 |                 |
| 1961 | "The Restless One"                                  | 11              |                 |                 |
| 1962 | "You Take the Future (And I'll Take the Past)"      | 15              |                 |                 |
| 1962 | "I've Been Everywhere"                              | 1               | 68              |                 |
| 1963 | "The Man Who Robbed the Bank at Santa Fe"           | 9               |                 |                 |
| 1963 | "Ninety Miles an Hour (Down a Dead End Street)"     | 2               | 124             |                 |
| 1964 | "Breakfast with the Blues"                          | 11              |                 |                 |
| 1964 | "I Stepped Over the Line"                           | 21              |                 |                 |
| 1965 | "The Wishing Well (Down in the Well)"               | 7               |                 |                 |
| 1965 | "The Queen of Draw Poker Town"                      | 28              |                 |                 |
| 1966 | "I've Cried a Mile"                                 | 18              |                 |                 |
| 1966 | "The Count Down"                                    | 22              |                 |                 |
| 1966 | "Hula Love"                                         | 21              |                 |                 |
| 1967 | "Down at the Pawn Shop"                             | 18              |                 |                 |
| 1967 | "Learnin' a New Way of Life"                        | 20              |                 |                 |
| 1968 | "I Just Wanted to Know (How the Wind Was Blowing)"  | 70              |                 |                 |
| 1968 | "Who Will Answer? (Aleluya No. 1)"                  | 69              |                 |                 |
| 1968 | "The Late and Great Love of My Heart"               | 20              |                 | 5               |
| 1969 | "The Name of the Game Was Love"                     | 16              |                 | 1               |
| 1969 | "That's When the Hurtin' Sets In"                   | 53              |                 |                 |
| 1970 | "Come the Morning"                                  | 57              |                 | 33              |
| 1970 | "Vanishing Breed"                                   | 52              |                 |                 |
| 1971 | "(The Seashores) Of Old Mexico"                     |                 |                 | 6               |
| 1972 | "Governor's Hand"                                   |                 |                 | 34              |
| 1973 | "North to Chicago"                                  | 71              |                 | 20              |
| 1974 | "Hello Love"                                        | 1               |                 | 1               |
| 1974 | "That's You and Me"                                 | 36              |                 | 5               |
| 1974 | "Easy to Love"                                      | 26              |                 |                 |
| 1975 | "Merry-Go-Round of Love"                            | 47              |                 | 36              |
| 1975 | "Hijack"                                            | 79              |                 |                 |
| 1975 | "Colorado Country Morning"                          | 95              |                 |                 |
| 1976 | "Who's Been Here Since I've Been Gone"              | 87              |                 |                 |
| 1976 | "You're Wondering Why"                              | 98              |                 |                 |
| 1977 | "Trouble in Mind"                                   | 81              |                 |                 |
| 1977 | "I'm Still Movin' On"                               | 80              |                 |                 |
| 1977 | "Breakfast with the Blues"                          | 96              |                 |                 |
| 1978 | "Nevertheless"                                      | 93              |                 |                 |
| 1978 | "Ramblin' Rose"                                     | 93              |                 |                 |
| 1979 | "The Mysterious Lady from St. Martinique"           | 80              |                 | 26              |
| 1979 | "A Good Gal Is Hard to Find"                        | 91              |                 |                 |
| 1979 | "It Takes Too Long"                                 | 98              |                 |                 |
| 1980 | "Hasn't It Been Good Together" (w/ Kelly Foxton)    | 78              |                 | 39              |

### Guest singles
| Año  | Sencillo      | Artista                | US Country |
| ---- | ------------- | ---------------------- | ---------- |
| 1967 | "Chet's Tune" | Some of Chet's Friends | 38         |